# Groot-Ammers
Groot-Ammers ist ein Ort in der Provinz Südholland in den Niederlanden. Groot-Ammers gehört seit der kommunalen Neugliederung 2019 zur Gemeinde Molenlanden. Von 2013 bis 2019 gehörte es zur Gemeinde Molenwaard; davor war es seit 1986 Teil von Liesveld.
Groot-Ammers hat 4455 Einwohner auf einer Fläche von 15,71 km².

## Söhne und Töchter der Stadt
- Klaas Hendrikse (1947–2018), Prediger der Protestantischen Kirche in den Niederlanden und „atheistischer Pfarrer“
- Jeanne Korevaar (* 1996), Radrennfahrerin